# 北領地博物館暨美術館
北領地博物館暨美術館（Museum and Art Gallery of the Northern Territory，簡稱MAGNT）是澳洲北領地的主要博物館，總部位於達爾文市內的花園區。該館由北領地博物館暨美術館董事會管理，並獲得北領地博物館暨美術館基金會支持。每年MAGNT不僅推出自主策劃的展覽，也引進澳洲各地的巡迴展覽。這裡同時是澳洲歷史最悠久的原住民藝術獎項——「泰爾斯特全國原住民與托雷斯海峽島民藝術獎」的永久舉辦地。

## 歷史
1964年，北領地立法會通過法案，成立北領地博物館暨美術館董事會，開始在达尔文籌建博物館。 首任館長科林·傑克-辛頓於1970年上任，最初館址選在達爾文市中心史密斯街的舊市政廳。館藏涵蓋東南亞及太平洋文化、航海歷史、自然科學、澳洲原住民文化與當代藝術。1974年強烈熱帶氣旋崔西來襲前，舊市政廳剛完成翻修，但颶風導致建築嚴重損毀，部分藝術品遭破壞，搶救出的藏品暫存於達爾文各處租借場地。
2014年7月1日，MAGNT正式成為獨立法定機構。

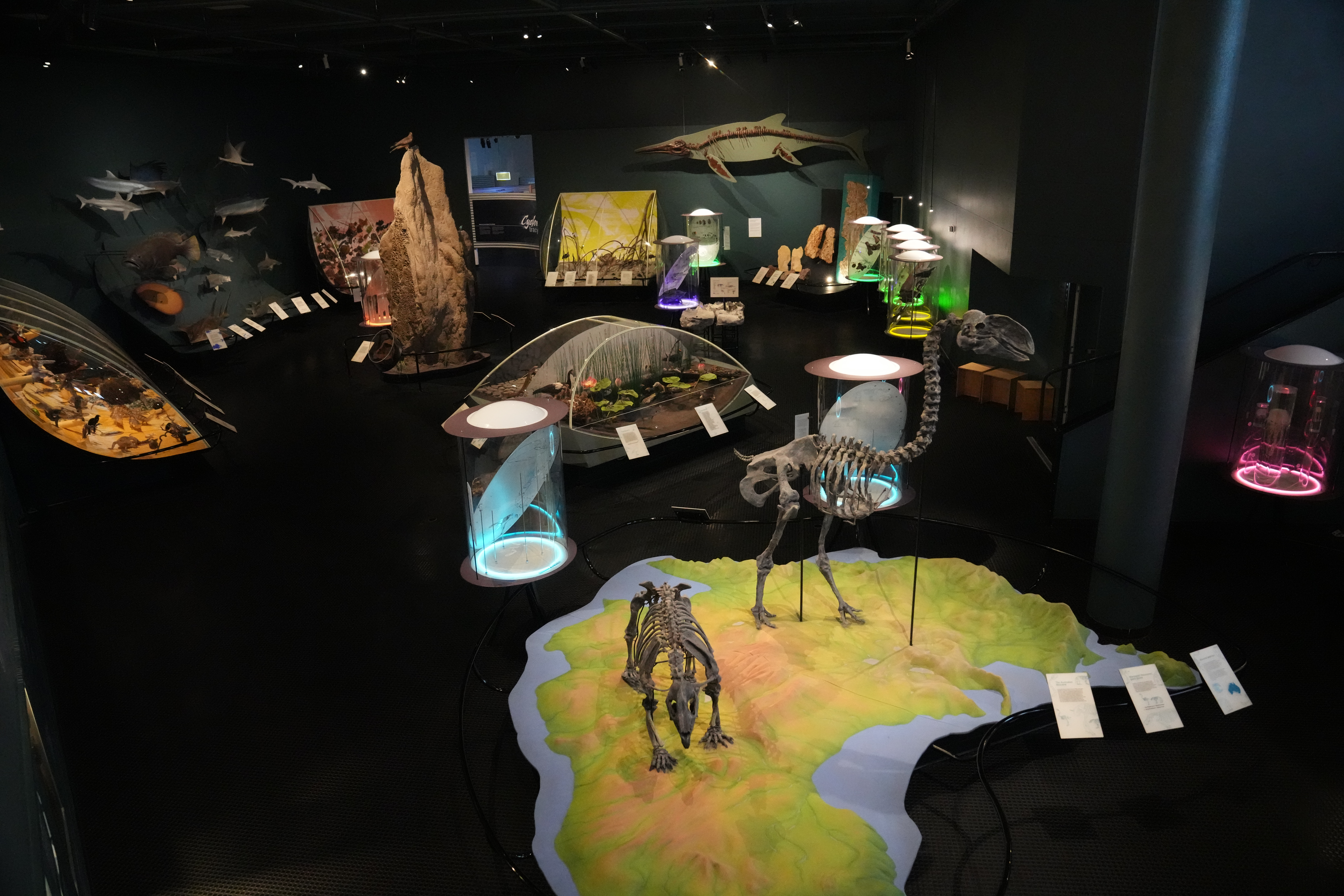
北領地博物館暨美術館達爾文分館部分展品

## 場館

### 達爾文主館
崔西颶風過後三年，1977年聯邦政府批准在芬尼灣的布洛克角興建新館。1979年北領地獲得自治權後，新館建設資金到位並動工。
1981年9月10日，時任澳洲總督澤爾曼·考恩爵士主持開幕，初期命名為「北領地藝術與科學博物館」，聚焦當地歷史、科學與視覺藝術。1992年增建展區陳列北領地航海史，1993年更名為現稱。

### 芬尼灣監獄
MAGNT管理達爾文芬尼灣海岸區的歷史監獄遺址。

### 達爾文防衛體驗館
位於達爾文東點的「達爾文防衛體驗館」由達爾文軍事博物館運營、MAGNT管理，透過互動多媒體展示北領地二戰史，特別是1942年达尔文空袭事件。該館於轟炸60週年紀念前夕的2012年2月開放，耗資1000萬澳元。

### 中澳博物館與斯特雷洛研究中心
MAGNT同時管理位於愛麗斯泉亞拉倫藝術區的中澳博物館與斯特雷洛研究中心。

### 陳氏大樓
2015年6月16日，北領地政府宣布斥資1830萬澳元改建達爾文市中心的歷史建築陳氏大樓，未來將由MAGNT管理成為世界級視覺藝術館。 此計畫因成本增加與審批程序引發爭議。

## 館藏

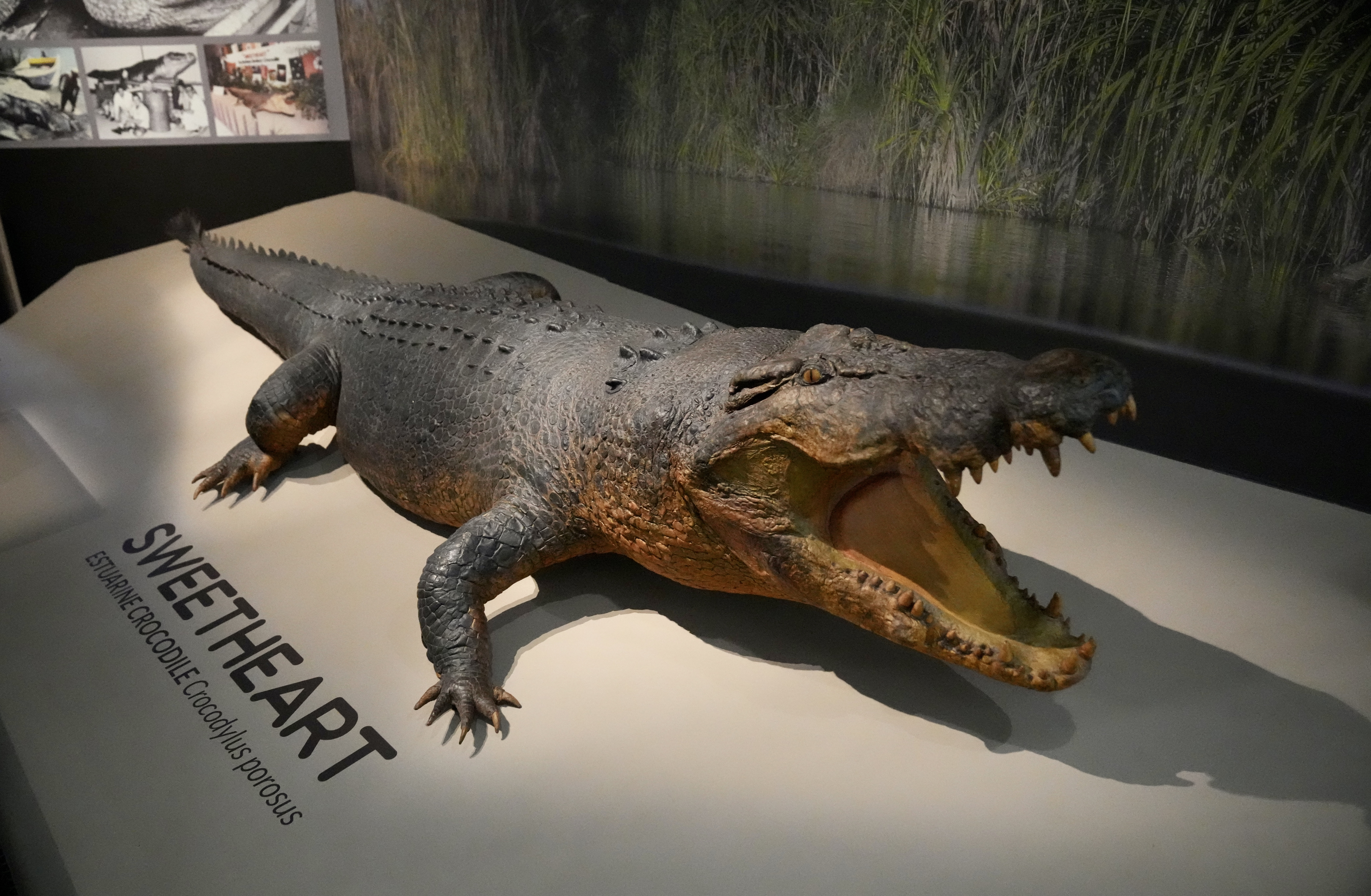
「甜心」是一條體長5.1公尺（17英尺）的雄性河口鱷，1970年代因多次襲擊船隻成為北領地傳奇。

館藏包含超過3萬件藝術與文化物件， 著名展品包括曾多次襲擊船隻的鱷魚「甜心」標本。

## 特選展覽
2020年5月23日至10月25日（因澳洲COVID-19疫情延後開展），館方舉辦娜雅潘雅帕·尤努平古大型個展《永恆瞬間：娜雅潘雅帕·尤努平古》，展出逾60件作品，成為MAGNT首場澳洲原住民藝術家個展。

## 外部連結
官方网站